# Nearctopsylla princei
Nearctopsylla princei är en loppart som beskrevs av Holland et Jameson 1950. Nearctopsylla princei ingår i släktet Nearctopsylla och familjen mullvadsloppor. Inga underarter finns listade i Catalogue of Life.